# Gmina Lincoln (hrabstwo Clay)

Położenie Gminy Lincoln w hrabstwie Clay

Gmina Lincoln (ang. Lincoln Township) – gmina w USA, w stanie Iowa, w hrabstwie Clay. Według danych z 2000 roku gmina miała 260 mieszkańców, a jej powierzchnia wynosi 93,9 km².